# Bloc d'Esquerra d'Alliberament Nacional
El Bloc d'Esquerra d'Alliberament Nacional (Bloque de Izquierda de Liberación Nacional) (BEAN) fue una formación política creada en Cataluña y la Comunidad Valenciana en 1979 integrada al principio por dos organizaciones políticas, el PSAN y el Bloc Català dels Treballadors (BCT), además se suman un número importante de independientes y colectivos afines al exsenador Lluís Maria Xirinacs, que más adelante se convirtieron en la Assemblea d'Independents de Catalunya (AIC) y a Fèlix Cucurull.
El BEAN se definía como organización nacionalista de izquierdas (marxista) conviviendo en su interior federalistas, confederalistas e independentistas y su objetivo era lograr el derecho de autodeterminación de Cataluña. Su ideología era socialista y se definía como parte de la nueva izquierda europea, fuera de los clichés o marcas como marxistas-leninistas, trotskistas, maoístas, etc. Mantenía relaciones en España con Euskadiko Ezkerra en el País Vasco, pero posteriormente se acercó a Herri Batasuna. En Galicia mantenía relaciones con el BNPG. Como órganos de opinión hasta finales de 1981 se imprimió el mensual "Temps de Tormenta", órgano del BCT.

## Elecciones de 1979
El BEAN nace de la iniciativa para presentar una lista unitaria por parte del Bloc Català dels Treballadors y los seguidores de Xirinacs, el PSAN (que era cogido a contra-pie por la convocatoria) se une a ese pacto, ya que había colaborado previamente en la presentación  de enmiendas por parte de Xirinacs. Pero existe ya desde el principio suspicacias por el papel preponderante de Xirinacs.Pero se consigue armar unas candidaturas moderadamente atractivas, consiguiendo que figuras culturales como la poetisa Maria Mercè Marçal (militante del PSAN en aquellas fechas), el pintor alcoyano Antoni Miró sean primeros candidatos en Lérida y Alicante respectivamente e incluso se habló de la presencia de Antonio Gades, como primer candidato para la lista alicantina, y aunque no estuvo en aquella, apoyo la candidatura en la campaña electoral. En su programa electoral se reivindicaban cuatro puntos programáticos de la disuelta Asamblea de Cataluña. En la Comunidad Valenciana la candidatura recibe el apoyo del Partido Obrero de Unificación Marxista y de exmilitantes del Partit Socialista del País Valencià, que rechazaron entrar en el PSPV-PSOE, en Cataluña Col·lectiu Comunista Català, apoya la candidatura. La candidaturas de  la organización para las elecciones generales de 1979 del BEAN  obtienen 56582 votos en todas circunscripciones donde se presenta siendo la primera fuerza extraparlamentaria en Cataluña en el Congreso de los Diputados al obtener 46962 votos. Estos son malos resultados para el PSAN, que culpa al proverbial seny catalán de estos mediocres resultados. A pesar de las tensiones que surgían en la coalición, dirigentes del PSAN como Xavier Romeu creían todavía en ese tiempo que el BEAN es un embrión viable de un movimiento popular de liberación. Pero el resto del PSAN decide buscarse la vida y en las municipales de 1979 se presenta en solitario, coaligado con otras fuerzas políticas en Cataluña y en la Comunidad Valenciana, registra las siglas para concurrir en Valencia, Algemesí y Oliva (Valencia). El resto del BEAN (que creía en un posterior desarrollo de la coalición) concurrirá como como Bloc d'Esquerra Catalana (BEC) en Barcelona y Balaguer y BCT en Gerona, presentando 17 candidaturas. El BEC retirara sus candidaturas en Barcelona y Villanova i Geltrú para no dividir el voto de izquierdas. Los resultados serán desastrosos El BEC obtendrá 1157 votos como tal y un único concejal en Calella y el BCT 444 votos y otro único concejal en el pequeño pueblo alto-ampurdanes de Pont de Molíns, aunque en Figueras obtendrá unos 418 votos que suponen más del 3% de los votos válidos totales. El BEAN en la Comunidad Valenciana obtendrá únicamente 2029 votos y ningún concejal. El PSAN solo podrá presentar 5 candidaturas en Cataluña obteniendo 5 concejales con esas siglas (tres en Malgrat de Mar, otro en Manresa y otro en San Baudilio de Llobregat, que era militante de LCR y otros 27 militantes del PSAN serán concejales en listas unitarias en Cataluña y Comunidad Valenciana.
El BCT y los xirinaquistas recuperan las siglas y las registran como partido político en mayo de ese año. El BEAN junto a  otras fuerzas políticas, realiza una campaña contra el estatuto de autonomía por considerarlo insuficiente, ya que proviene de una constitución que no reconoce el derecho de autodeterminación, además de ser recortado desde el gobierno central.
Las crisis que vivían el PSAN y el FNC, lleva a una parte de la Intelligentsia catalana a crear una plataforma que palié esa crisis y que movilice a los desencantados del PSC y el PSUC para una política rupturista y que se presente para las próximaselecciones al Parlamento de Cataluña. Así nace Nacionalistes d'Esquerra. La nueva organización nace con todo los parabienes, gente de su entorno estaba ilusionada. Este hecho significa para el BEAN que antiguos militantes del Moviment d'Unificació Marxista quemados por las políticas de Xirinacs y Sánchez Carreté (principal dirigente del sector del PTE que formó el BCT) se unan a la nueva organización, se unirá también a NE el Col·lectiu Comunista Català, que colaboraba con el BEAN.
La creación de ese nuevo organismo político, es vista por los cuadros del BEAN como un intento descarado de la nueva organización de arrojarlos a la cuenta y la ven con mucha hostilidad. Desde el BEAN se ve a los integrantes de NE como arrogantes. Los ex-PSAN están quemados con el trabajo con el BEAN y aunque reconocen y aprecian la anterior labor política de Xirinacs (sobre todo en sus campañas pro-amnistía), creen que es una figura diva y poco seria y la gente ex-PSAN tenía una rigor intelectual que el partido buscaba y se encontraban bien en el trabajo común con sus excamaradas. Grupos independentistas lanzaban un manifiesto por una lista común, pero NE en plena crecida ofrece únicamente la integración de los militantes del BEAN en NE, porque esta última organización era más grande.

## Elecciones de 1980
El BEAN se presentó como BEAN-Unitat Popular a las elecciones al Parlamento de Cataluña de 1980 incluyendo en sus listas al Partido Obrero de Unificación Marxista y el Partido Feminista de España. Ambas organizaciones se enzarzan en continuas disputas entre sí a las que se unen los sectores del PSAN y el FNC que quedaron al margen de NE. También al conocer los buenos resultados de HB y EE en las Elecciones al Parlamento Vasco de 1980 intentan colgarse medallas. El fracaso es estrepitoso para ambas organizaciones. Las dos permancen extraparlamentarias. El BEAN obtuvo 14.147 votos un 0,52% de los votos. El BEAN pierde dos tercios de sus votos, soló supera en votos a NE en el Garraf gracias al 6,4% de los votos que obtiene en San Pedro de Ribas y el 1,5% de los votos en Villanueva y Geltrú. Otros lugares donde obtiene un mediano resultado son Calella, Villafranca del Penedes o Balaguer, lugares donde existía una sección local viable. La Zona de Garraf-Alto Penedes en donde tiene más apoyo.

## Disolución
La organización languidecerá por los malos resultados y por la pérdida de masa humana durante casi dos años, tiempo que coincide con la gestación del Moviment de Defensa de la Terra, la organización parece quedar al margen de ese proceso. La organización se disuelve en enero de 1982 sin mucho ruido. Antiguos miembros de la organización continúan una actitud política combativa siendo los casos más paradigmáticos al ser figuras relevantes de la organización los de  Humbert Roma o Xirinacs que se convierte en uno de los impulsores de la Assemblea d'Unitat Popular en los primeros años 90 y que tiene en sus últimos años  múltiples encontronazos con las autoridades españolas.